# Waldershof
Waldershof – miasto w Niemczech, w kraju związkowym Bawaria, w rejencji Górny Palatynat, w regionie Oberfranken-Ost, w powiecie Tirschenreuth. Leży około 24 km na północny zachód od Tirschenreuth, przy linii kolejowej (Monachium - Norymberga - Berlin). Jedyna miejscowość powiatu, która nie należy do regionu Oberpfalz-Nord.

## Dzielnice
W skład miasta wchodzą następujące dzielnice: Bärnest, Buchlohhäuser, Gefällmühle, Hard, Harlachberg, Harlachhammer, Harlachhof, Harlachmühle, Helmbrechts, Hohenhard, Kaltenlohe, Kössein, Lengenfeld, Masch, Neumühle, Paulusmühle, Poppenreuth bei Waldershof, Rodenzenreuth, Rosenhammer, Schafbruck, Schurbach, Silbermühle, Stemetsbach, Stieglmühle, Walbenreuth, Waldershof, Wolfersreuth.